# 2002-es labdarúgó-világbajnokság-selejtező (UEFA – 6. csoport)
A 2002-es labdarúgó-világbajnokság európai 6. selejtezőcsoportjának mérkőzéseit, és a csoport végeredményét tartalmazó lapja. A csoportban körmérkőzéses, oda-visszavágós rendszerben játszottak egymással a labdarúgó-válogatottak. A csoportelső automatikus résztvevője lett a 2002-es labdarúgó-világbajnokságnak.
A csoportban Belgium, Horvátország, Lettország, San Marino és Skócia szerepelt.
A csoportot Horvátország nyerte és kijutott a 2002-es világbajnokságra, a második helyet pedig Belgium szerezte meg és játszhatott pótselejtezőt. 

## Tabella
| Hely. | Csapat       | M | Gy | D | V | G+ | G– | Gk  | P  | Továbbjutás                         |     | Horvátország | Belgium | Skócia | Lettország | San Marino |
| ----- | ------------ | - | -- | - | - | -- | -- | --- | -- | ----------------------------------- | --- | ------------ | ------- | ------ | ---------- | ---------- |
| 1.    | Horvátország | 8 | 5  | 3 | 0 | 15 | 2  | +13 | 18 | Kijutott a 2002-es világbajnokságra |     | —            | 1–0     | 1–1    | 4–1        | 4–0        |
| 2.    | Belgium      | 8 | 5  | 2 | 1 | 25 | 6  | +19 | 17 | Továbbjutott a második fordulóba    |     | 0–0          | —       | 2–0    | 3–1        | 10–1       |
| 3.    | Skócia       | 8 | 4  | 3 | 1 | 12 | 6  | +6  | 15 |                                     |     | 0–0          | 2–2     | —      | 2–1        | 4–0        |
| 4.    | Lettország   | 8 | 1  | 1 | 6 | 5  | 16 | −11 | 4  |                                     | 0–1 | 0–4          | 0–1     | —      | 1–1        |            |
| 5.    | San Marino   | 8 | 0  | 1 | 7 | 3  | 30 | −27 | 1  |                                     | 0–4 | 1–4          | 0–2     | 0–1    | —          |            |

## Mérkőzések
| 2000. szeptember 2. 20:00 UTC+2 |

| Belgium | 0–0         | Horvátország |
| ------- | ----------- | ------------ |
|         | Jegyzőkönyv |              |

| Baldvin király Stadion, Brüsszel Nézőszám: 27,510 Játékvezető: Nyikolaj Levnyikov (orosz) |

| 2000. szeptember 2. 18:00 UTC+3 |

| Lettország | 0–1         | Skócia     |
| ---------- | ----------- | ---------- |
|            | Jegyzőkönyv | McCann 89' |

| Skonto stadion, Riga Nézőszám: 9,200 Játékvezető: Andreas Schluchter (svájci) |

| 2000. október 7. 20:15 UTC+3 |

| Lettország | 0–4         | Belgium                                              |
| ---------- | ----------- | ---------------------------------------------------- |
|            | Jegyzőkönyv | Wilmots 5' B. Peeters 13' Cavens 83' G. Verheyen 90' |

| Skonto stadion, Riga Nézőszám: 7,311 Játékvezető: Leslie Irvine (északír) |

| 2000. október 7. 19:45 UTC+2 |

| San Marino | 0–2         | Skócia                    |
| ---------- | ----------- | ------------------------- |
|            | Jegyzőkönyv | Elliott 71' Hutchison 73' |

| Stadio Olimpico, Serravalle Nézőszám: 4,377 Játékvezető: Gylfi Thór Orrason (izlandi) |

| 2000. október 11. 20:00 UTC+2 |

| Horvátország | 1–1         | Skócia           |
| ------------ | ----------- | ---------------- |
| Bokšić 16'   | Jegyzőkönyv | K. Gallacher 24' |

| Maksimir Stadion, Zágráb Nézőszám: 17,995 Játékvezető: Gilles Veissière (francia) |

| 2000. november 15. 20:30 UTC+1 |

| San Marino | 0–1         | Lettország    |
| ---------- | ----------- | ------------- |
|            | Jegyzőkönyv | Jeļisejevs 9' |

| Stadio Olimpico Nézőszám: 517 Játékvezető: Darko Čeferin (szlovén) |

| 2001. február 28. 21:00 UTC+1 |

| Belgium                                                                         | 10–1        | San Marino |
| ------------------------------------------------------------------------------- | ----------- | ---------- |
| Vanderhaeghe 10' É. Mpenza 13' Goor 26' Baseggio 64' Wilmots 72' B. Peeters 76' | Jegyzőkönyv | Selva 90'  |

| Baldvin király Stadion, Brüsszel Nézőszám: 40,104 Játékvezető: Sten Kaldma (észt) |

| 2001. március 24. 18:00 UTC+1 |

| Horvátország            | 4–1         | Lettország   |
| ----------------------- | ----------- | ------------ |
| Balaban 8' Vugrinec 89' | Jegyzőkönyv | Štolcers 60' |

| Gradski vrt stadion, Eszék Nézőszám: 13,345 Játékvezető: Martin Ingvarsson (svéd) |

| 2001. március 24. 15:00 UTC±0 |

| Skócia   | 2–2         | Belgium                    |
| -------- | ----------- | -------------------------- |
| Dodds 2' | Jegyzőkönyv | Wilmots 58' Van Buyten 90' |

| Hampden Park, Glasgow Nézőszám: 37,480 Játékvezető: Kim Milton Nielsen (dán) |

| 2001. március 28. 20:00 UTC+1 |

| Skócia                           | 4–0         | San Marino |
| -------------------------------- | ----------- | ---------- |
| Hendry 22' Dodds 34' Cameron 63' | Jegyzőkönyv |            |

| Hampden Park, Glasgow Nézőszám: 27,313 Játékvezető: Petteri Kari (finn) |

| 2001. április 25. 18:30 UTC+3 |

| Lettország | 1–1         | San Marino |
| ---------- | ----------- | ---------- |
| Pahars 1'  | Jegyzőkönyv | Albani 59' |

| Skonto stadion, Riga Nézőszám: 4,000 Játékvezető: Karen Nalbandján (örmény) |

| 2001. június 2. 20:15 UTC+2 |

| Horvátország                                             | 4–0         | San Marino |
| -------------------------------------------------------- | ----------- | ---------- |
| Vlaović 3' Balaban 29' Šuker 54' (11-esből) Vugrinec 89' | Jegyzőkönyv |            |

| Varteks stadion, Varasd Nézőszám: 15,000 Játékvezető: Oleg Timofeyev (észt) |

| 2001. június 2. 20:00 UTC+2 |

| Belgium                                        | 3–1         | Lettország |
| ---------------------------------------------- | ----------- | ---------- |
| Wilmots 2' É. Mpenza 12' Zemļinskis 50' (o.g.) | Jegyzőkönyv | Pahars 52' |

| Baldvin király Stadion, Brüsszel Nézőszám: 32,000 Játékvezető: Ivan Dobrinov (bolgár) |

| 2001. június 6. 18:00 UTC+3 |

| Lettország | 0–1         | Horvátország |
| ---------- | ----------- | ------------ |
|            | Jegyzőkönyv | Balaban 40'  |

| Skonto stadion, Riga Nézőszám: 5,000 Játékvezető: John McDermott (ír) |

| 2001. június 6. 20:30 UTC+2 |

| San Marino | 1–4         | Belgium                              |
| ---------- | ----------- | ------------------------------------ |
| Selva 11'  | Jegyzőkönyv | Wilmots 10' G.Verheyen 60' Sonck 68' |

| Stadio Olimpico Nézőszám: 1,538 Játékvezető: Haim Jakov (izraeli) |

| 2001. szeptember 1. 15:00 UTC+1 |

| Skócia | 0–0         | Horvátország |
| ------ | ----------- | ------------ |
|        | Jegyzőkönyv |              |

| Hampden Park, Glasgow Nézőszám: 47,584 Játékvezető: Ľuboš Micheľ (szlovák) |

| 2001. szeptember 5. 20:15 UTC+2 |

| San Marino | 0–4         | Horvátország                                     |
| ---------- | ----------- | ------------------------------------------------ |
|            | Jegyzőkönyv | N. Kovač 40' Prosinečki 48' (11-esből) Soldo 77' |

| Stadio Olimpico Nézőszám: 1,387 Játékvezető: Knud Stadsgaard (dán) |

| 2001. szeptember 5. 20:15 UTC+2 |

| Belgium                        | 2–0         | Skócia |
| ------------------------------ | ----------- | ------ |
| N. Van Kerckhoven 28' Goor 90' | Jegyzőkönyv |        |

| Baldvin király Stadion, Brüsszel Nézőszám: 43,500 Játékvezető: Manuel Mejuto González (spanyol) |

| 2001. október 6. 18:00 UTC+2 |

| Horvátország | 1–0         | Belgium |
| ------------ | ----------- | ------- |
| Bokšić 75'   | Jegyzőkönyv |         |

| Maksimir Stadion, Zágráb Nézőszám: 36,077 Játékvezető: Hellmut Krug (német) |

| 2001. október 6. 17:00 UTC+1 |

| Skócia                | 2–1         | Lettország |
| --------------------- | ----------- | ---------- |
| Freedman 44' Weir 53' | Jegyzőkönyv | Rubins 21' |

| Hampden Park, Glasgow Nézőszám: 23,228 Játékvezető: Terje Hauge (norvég) |

## Góllövőlista
|  |  |